# Rito de Mênfis-Misraim

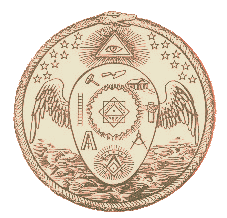
Selo de Mênfis-Misraim

Rito de Mênfis foi constituído em Montauban em França em 1815, por Franco-Maçons que em 1799 haviam participado com Napoleão Bonaparte na Missão do Egipto. A maioria dos membros que acompanharam Bonaparte na Missão do Egipto eram Maçons pertencentes a antigos Ritos iniciáticos: Philalétes, Irmão Africanos, Rito Primitivo e Grande Oriente de França. No Cairo descobriram uma sobrevivência gnóstica-hermética e no Líbano entraram em contato com a Maçonaria drusa, a mesma encontrada por Gérard de Nerval, remontando assim à Maçonaria "operativa" que acompanha os seus protetores, os Templários. Consequentemente, os Irmãos da Missão do Egipto decidiram renunciar a filiação maçonica vinda da Grande Loja da Inglaterra.
Rito de Misraim, Foi fundado em Veneza em 1788. A sua filiação veio através de Cagliostro, que dirigiu com os Graus Menores da Grande Loja de Inglaterra e os Altos Graus da Maçonaria Templária Alemã. O Rito difundiu-se rapidamente em Milão, Genova, Nápoles e apareceu em França com Michel Badarride, que recebeu o Grão-Mestrado em 1810, em Nápoles.
De 1810 a 1813, os três Irmãos Badarride desenvolveram o Rito de Misraim em França, de certa forma sob a proteção do Rito Escocês. Ilustres Maçons pertenceram a ele, como o Conde Muraire, Soberano Grande Comendador do referido Rito Escocês Antigo e Aceito, o Duque Decazes, o Duque de Saxe-Weimar, o Duque de Leicester, entre outros.

## A História do Rito Memphis-Misraim
Essa Obediência maçônica, que celebrou seu bicentenário em 1988, surgiu quando os dois Ritos, de Memphis e de Mizraim, foram reunidos em 1881, em Itália, por Giuseppe Garibaldi, que se tornou seu primeiro Grão-Mestre.
O Rito de Mizraim foi fundado em Veneza em 1788. Sua filiação veio através de Cagliostro, que o erigiu com os Graus Menores da Grande Loja da Inglaterra e os Altos Graus da Maçonaria Templária Alemã.
O Rito de Memphis foi constituído em Montauban em 1815, por Franco-Maçons que em 1799 haviam participado com Napoleão Bonaparte da Missão do Egipto. A esses dois Ritos foram adicionados os Graus Iniciáticos que vieram de Obediências Esotéricas do século XVIII: do Rito Primitivo e do Rito dos Philadelphos, entre outros.

## O Rito de Misraim
A primeira menção ao Rito foi feita em Veneza em 1788. Ele se difundiu rapidamente em Milão, Gênova e Nápoles e apareceu na França com Michel Bedarride, que recebeu o Grão-Mestrado em 1810, em Nápoles, do Irmão De Lasalle. De 1810 a 1813, os três Irmãos Bedarride desenvolveram o Rito na França, de certa forma sob a proteção do Rito Escocês. Ilustres Maçons pertenceram a ele, como o Conde Muraire, Soberano Grande Comendador do Rito Escocês Antigo e Aceito, o Duque Decazes, o Duque de Saxe-Weimar, o Duque de Leicester e o Tenente Coronel de Teste, entre outros.

## O Rito Memphis
A maioria dos membros que acompanharam Bonaparte na Missão do Egito eram Maçons pertencentes a antigos Ritos iniciáticos: Philalètes, Irmãos Africanos, Rito Primitivo e Grande Oriente de França. No Cairo, eles descobriram uma sobrevivência gnóstico-hermética e no Líbano entraram em contato com a Maçonaria drusa, a mesma encontrada por Gérard de Nerval, remontando assim à Maçonaria "operativa" que acompanhava os seus protetores, os Templários. Conseqüentemente, os Irmãos da Missão do Egito decidiram renunciar à filiação maçônica vinda da Grande Loja da Inglaterra. E assim nascia em 1815, o Rito de Memphis, em Montauban, sob a direção de Samuel Honis e Marconis de Negre, com numerosas Lojas no exterior e personalidades ilustres em suas fileiras, como Louis Blanc e Giuseppe Garibaldi, ele que em breve se tornaria o unificador dos Ritos de Memphis e de Misraim.

## O rito de Memphis Misraim
Até 1881, os Ritos de Memphis e Misraim seguiam rotas paralelas e concordes, no mesmo clima particular. Os Ritos começaram então a agrupar Maçons interessados no estudo do simbolismo esotérico da Maçonaria, gnose, cabala e até mesmo no hermetismo e no ocultismo.
O Rito de Memphis Misraim perpetua sua Tradição na fidelidade aos princípios de liberdade democrática e das ciências iniciáticas.
O templo representante do rito no Brasil diz:
O criador da maçonaria egípcia e do rito egípcio foi o Conde Alexandre de Cagliostro (1749-1796), nascido em Túnis. Ele não deve ser identificado com o mistificador Giuseppe Balsamo (1743-1795), o palermitano recrutado pelos Jesuítas para personificar e lançar a infâmia sobre o verdadeiro Conde de Cagliostro.
Alexandre de Cagliostro foi iniciado nos segredos da Maçonaria Egípcia pelo misterioso Mestre Altothas em 1776, ano da fundação da Ordem Illuminati. E poucos sabem que o ápice da Ordem Illuminati foi constituído por seis afiliados: quatro conhecidos (Adam Weishaupt, Adolf von Knigge, Goethe, Herder) e dois secretos (Franklin e Cagliostro).
De facto, não existem provas que comprovem uma ligação secreta, entre a Ordem Illuminati de Weishaupt e a Maçonaria Egípcia de Cagliostro que foi fundada oficialmente em 1785, ano da supressão da Ordem Illuminati. Além disso, Napoleão Bonaparte foi iniciado por Cagliostro na Maçonaria Egípcia (afirmação infundada pois Napoleão Bonaparte, seu pai e irmãos de sangue, foram iniciados na Córsega) e os Ritos Maçónicos de Memphis, de Misraïm e de Memphis-Misraïm sao descendentes dessa Maçonaria Egípcia.
Entre 1810 e 1813, em Nápoles (Itália), os três irmãos Bédarride (Michel, Marc e Joseph) receberam os Poderes Supremos da Ordem de Misraïm e desenvolveram o Rito de Misraïm na França. Eles conferiram o caráter oficial do Rito em Paris, em 1814. O Rito era composto por 90 graus, tomados do Escocismo Maçônico, o Martinismo e outras correntes maçônicas, e os últimos quatro graus receberam o nome de "Arcana Arcanorum".
Em 1815, em Montauban (França), a Loja-Mãe do Rito de Memphis foi constituída com Samuel Honis eleito como Grão Mestre, sendo sucedido, em 1816, por Gabriel-Mathieu Marconis. Em 1838, Jean Etienne Marconis de Nègre, filho deste último, assumiu o Rito de Memphis. O Rito, para J. E. Marconis de Nègre, era uma continuação dos antigos mistérios praticados na Antiguidade, na Índia e no Egito. As Constituições do Rito declaravam: "... o rito maçônico de Memphis é a continuação dos Mistérios da Antiguidade. O Rito ensinou aos primeiros homens a prestar homenagem à divindade... ". O Rito de Memphis chegou aos graus 92 e 95.
Em 1881, o general italiano Giuseppe Garibaldi, reuniu os Ritos de Memphis e Misraïm e se tornou o Grande Hierofante de ambos. Após a morte de Garibaldi, em 1882, os Ritos entraram em um período "obscuro" até que, em 1890, várias lojas de ambos os Ritos foram reunidas e surgiu o Rito de Memphis-Misraïm. Em 1900, para a liderança do Memphis-Misraïm foi indicado o italiano Ferdinando Francesco degli Oddi que foi substituído, em 1902, pelo inglês John Yarker. O Rito chegou aos 97 graus.
Em 1902, o alemão Theodor Reuss estabeleceu o Santuário Soberano de Memphis-Misraïm na Alemanha e em 1913, após a morte de Yarker, ele se tornou o Chefe Internacional do Rito. Em 1924, T. Reuss passou ao Oriente eterno e a sucessão foi interrompida, menos na O.T.O. (Ordo Templi Orientis), ordem de neotemplários fundada por Reuss, em 1905, na Alemanha. Na verdade, a O.T.O. adoptou os 98º Graus do Rito de Memphis-Misraïm, e condensou-os nos 11 graus da OTO. A Ordem da O.T.O está presente em Portugal.
Em 1909, Theodor Reuss concedeu uma patente ao famoso martinista Gerard Encausse (Papus). Os sucessores de Papus foram Charles Detré (Tedé), Jean Bricaud, Constant Chevillon, Charles-Henry Dupont e Robert Ambelain. Em 1939, Jean Bricaud passou ao Oriente eterno e foi sucedido por Chevillon. Em 1944, Chevillon foi assassinado por colaboradores franceses do nacional-socialismo e foi sucedido por Dupont. E, em 1960, Ambelain sucedeu a Dupont.
Em 14 de novembro de 1973, o italiano Francesco Brunelli (1927-1982) foi nomeado por Robert Ambelain responsável pelo Rito para a Itália. Em 22 de novembro de 1973, Francesco Brunelli (Nebo) - o Grão Mestre da Antiga e Tradicional Ordem Martinista e do Rito Antigo e Primitivo de Memphis-Misraïm - foi recebido com todas as honras na Grande Oriente da Itália, no Palazzo Giustiniani. Mas a atividade do Rito na Itália e na Grande Oriente da Itália foi lendária nos anos setenta.
Em 1981, Francesco Brunelli contatou o conhecido iniciado italiano Frank G. Ripel para reestruturar o Rito Antigo e Primitivo de Memphis-Misraïm, que está atualmente estruturado com 99º graus. Frank G. Ripel estava na direção da Ordem Oriental Egípcia do Rito Antigo e Primitivo de Memphis-Misraïm entre 1981 e 1999.